# Hubský
Hubský je přírodní rezervace poblíž městyse Trhová Kamenice v okrese Chrudim. Oblast spravuje Agentura ochrany přírody a krajiny ČR – RP Východní Čechy. Předmětem ochrany jsou zrašelinělé louky s mnoha ohroženými druhy rostlin a živočichů. V návaznosti na Hubský rybník se jedná o ucelený ekosystém.

## Galerie

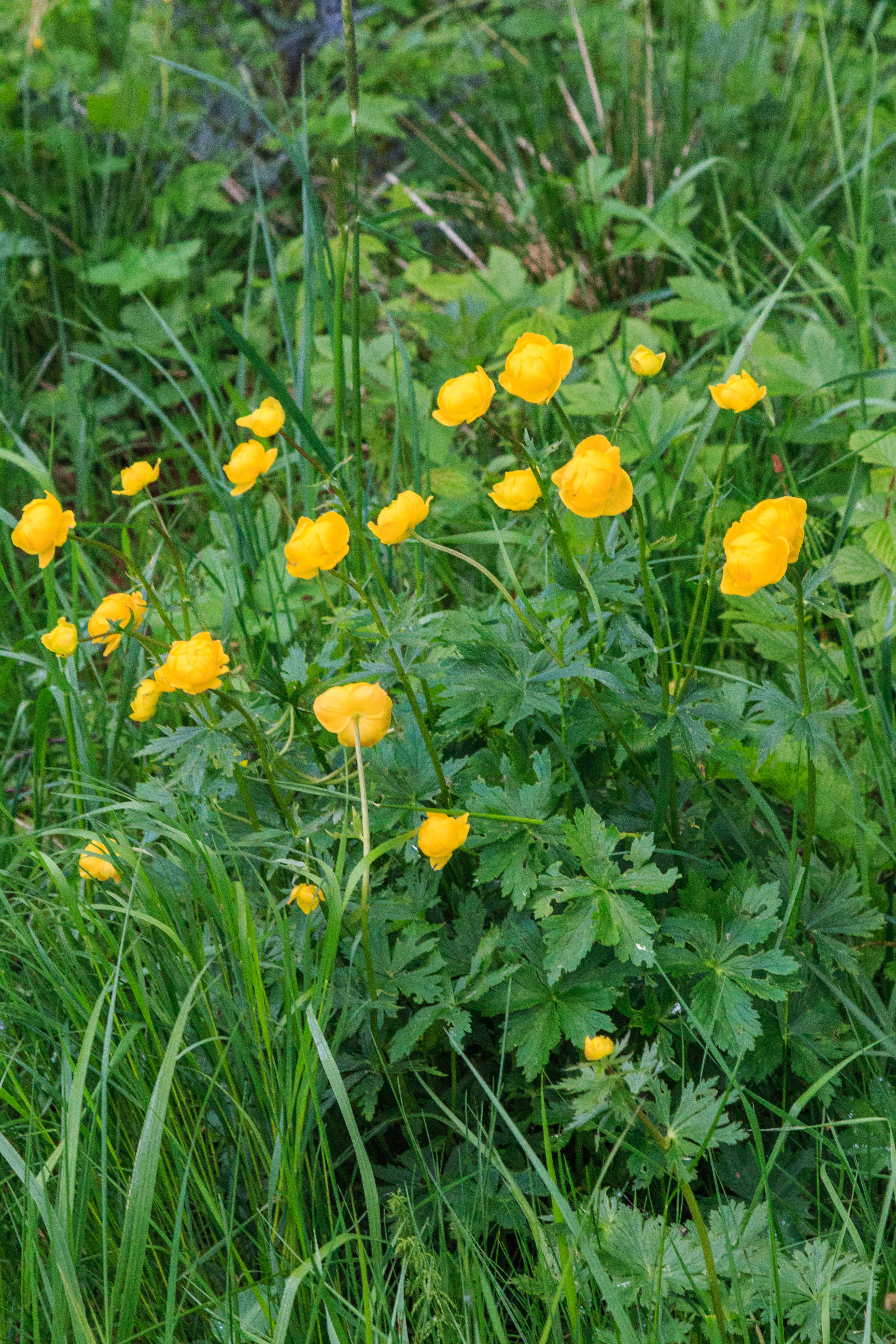
Upolín
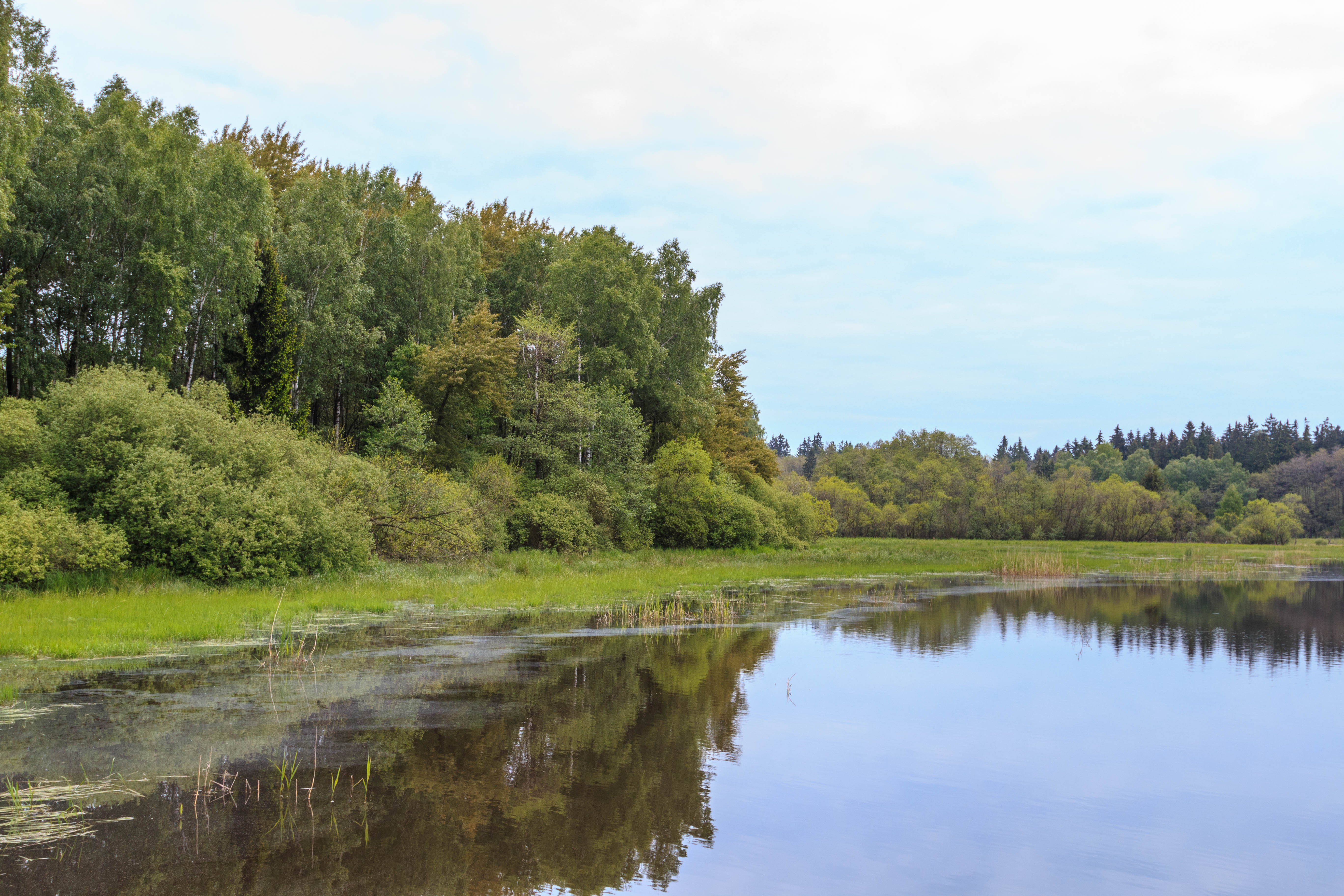
Přírodní rezervace Hubský
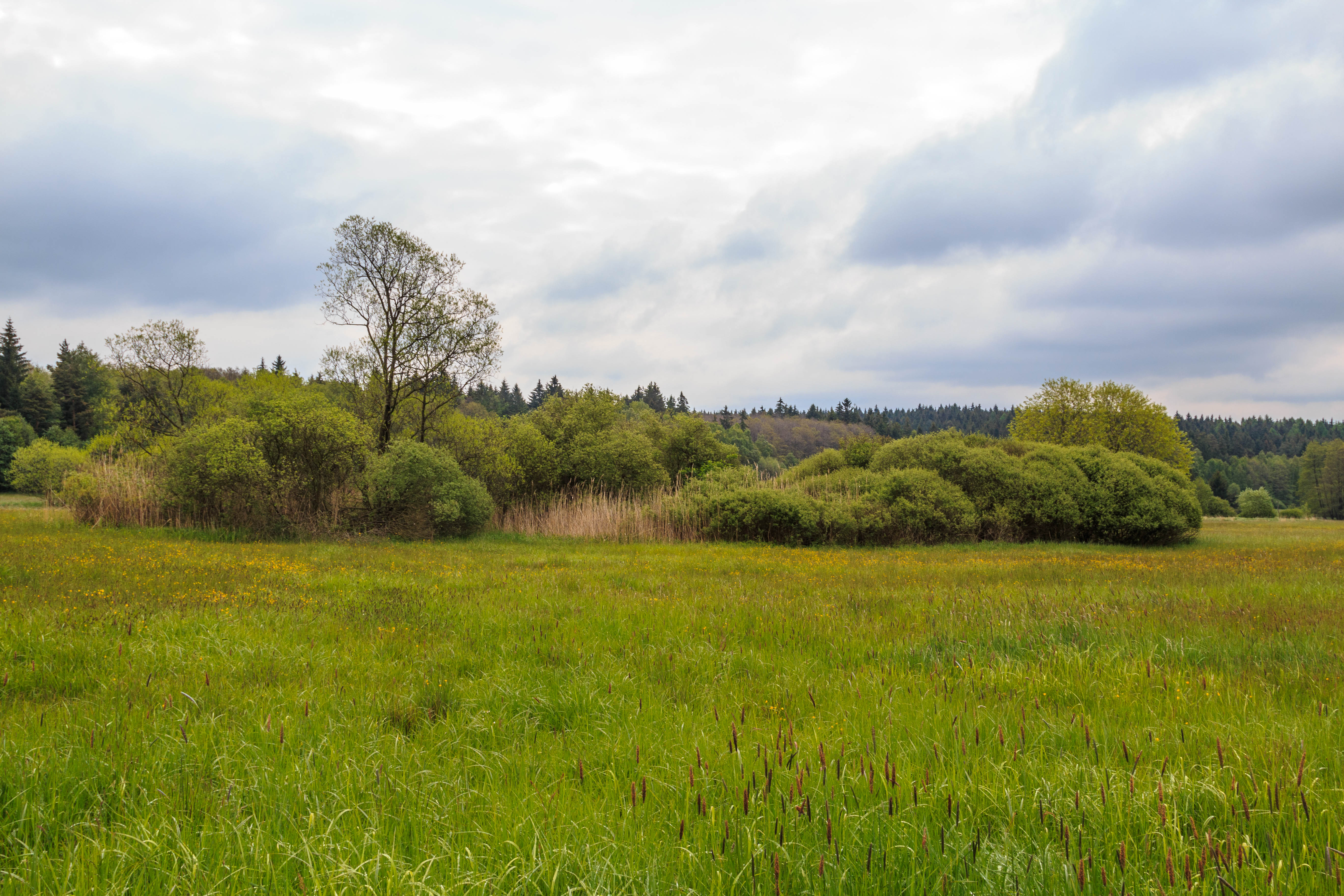
Přírodní rezervace Hubský